# Norrskedika tegelbruk
Norrskedika tegelbruk var en tegelfabrik belägen vid Granbo utanför Norrskedika i Uppland. Tegelbruket grundlades 1896 av handelsmannen och gästgivaren August Blom efter att han 1894 köpt ett markområde med rikliga lerfyndigheter. Bruket tillverkade inledningsvis murtegel men så småningom även tegelpannor.  1905 minskade verksamheten vid närliggande Norrskedika gruvor och några år senare minskade även produktionen vid tegelbruket. Gimo bruk byggde ungefär samtidigt ett taktegelbruk och konkurrerade med tegelbruket i Norrskedika. 1908 sålde Blom tegelbruket till tegelmästaren Johan Mattson som fortsatte produktionen. Det är inte helt klart när produktionen upphörde, men vissa tecken tyder på att verksamheten fortsatte fram till 1917.